# Карел Крамарж
Карел Крамарж (чеш. Karel Kramář, 27. децембар 1860. - 26. мај 1937) био је чешки политичар. Био је представник велике чешке политичке партије "Млади Чеси" у аустријском царском парламенту од 1891. до 1915. (где је био познат и као Карл Крамарж), а постао је лидер странке 1897. године.
Током Првог светског рата, Крамарж је затворен због издаје Аустроугарске, али је касније ослобођен под амнестијом. Године 1918, водио је Чехословачки национални одбор у Прагу, који је прогласио независност 28. октобра. Крамарж је постао први премијер нове државе али је поднео оставку годину дана касније. Иако је остао члан Народне скупштине до своје смрти 1937. године, његов конзервативни национализам није био у складу са главним политичким естаблишментом, представљеним ликовима Томаша Масарика и Едварда Бенеша.

## Младост
Рођен је у месту Високе на Јизери, у близини северне границе данашње Чешке Републике у богатој породици.
Крамарж је образован на универзитетима у Прагу, Стразбуру и Берлину и на Париској школи политичких наука; докторирао је право. Око 1880. године, Крамарж је одиграо истакнуту улогу у агитацији против Чарлс Фердинанд универзитета (сада Карлов универзитет) у Прагу када су предавања била искључиво на немачком језику; постављени су захтеви да Универзитет на чешком језику како би се чешки студенти могли образовати на свом језику. Питање језика којим се настава на Универзитету одржава, био је изузетно контроверзан почетком 1880-их, што је довело до честих борби на улицама Прага између етничких Немаца и етничких чешких студената. Коначно, 1882. године, цар Франц Јозеф одобрио је разбијање Универзитета Чарлс Фердинанд у два независна огранка, од којих је један дао предавања на чешком и друга на немачком језику.

## Рана каријера
Постао је лидер Младе Чешке странке у Аустроугарској, а касније и Националне демократске странке у Чехословачкој. Године 1896, Крамарж је постао аустријски министар финансија. Као и други словенски политичари у Двојној Монархији, Крамарж се није допао аустроугарским колегама 1867. године јер је он сам сматрао да је Царство уздигло Мађаре на позицију политичке моћи и да треба напустити савез са Немачком у корист савеза са Русијом. Крамарж је веровао да ће се временом и демократијом у облику општег права гласа, Аустријска империја трансформисати у словенску државу, јер су словенски народи били најбројнији од различитих етничких група у царству.
Као и многи други млади Чеси, Крамарж је био русофил, гледајући на Русију као на јединствену словенску славну силу која је уравнотежила доминантне етничке Немце Хабсбуршке монархије. Његова супруга била је Рускиња, кћерка московског индустријалца и до 1917. године поседовала је раскошну вилу на Криму. Крамарж је био фасциниран руском културом и волио је руску књижевност. Томаш Масарик је често критиковао Крамаржа због контрадикције између његовог залагања за универзално право гласа и демократије у аустријском царству и његове подршке аутократије царске Русије. Октобарски манифест из 1905. године је био поздрављен од стране Крамаржа као знак да је Русија либерализована и да ће ускоро постати демократска сила .
1908. у Прагу, 1909. у Санкт Петербургу и 1910. у Софији, Крамарж је присуствовао пансловенским конгресима. Поред сличних пансловенских линија, Крамарж је радио за "словенски блок" који би ујединио све странке које представљају словенске народе у један блок против Хабсбуршког парламента. Крамаржеви про-руски нагони изазвали су много напетости са пољским и украјинским политичарима, јер су и Пољаци и Украјинци више волели да буду део аустријске империје неголи руске империје.
Крамарж је подстакао владу да обезбеди већи правни израз чешког језика, на пример дозволивши да се судски предмети у Чешкој воде на чешком, а не на немачком и да се уведу двојезични натписи на немачком и чешком у војним базама. Крамарж је имао мало љубави према Хабсбуршкој династији али је био спреман да прихвати да Чеси остају део Аустријског царства, под условом да је царство реорганизовано тако да би дало већу аутономију "чешким земљама" које су се састојале од покрајина Бохемија, Моравија и Шлезија .
Либерални националиста са блиским везама са политичком елитом у Прагу и Бечу, Крамарж је водио политику сарадње са аустријском државом као најбољи начин за остваривање чешких националних циљева пре Првог светског рата, чак и када је фаворизирао ближе везе између Чеха и Руског царства. Његова посвећеност овој политици сарадње са аустријском владом, навела га је да поднесе оставку на своје вођство Младе чешке странке 1914. године, када је та странка кренула ка националистичком и опозиционом ставу. До 1914. године, Крамарж је већ излазио из политичких вода .

## Први светски рат
Када је 1914. године почео Први светски рат, Крамарж је закључио да ће победа Немачке и Аустрије означити крај могућности реформе у аустријском царству и деловати против Хабсбуршке монархије. У јесен 1914. Крамарж је саветовао остале чешке политичаре да сачекају и говорио: "Руси ће то учинити за нас". Крамарж је говорио о руским победама у Галицији у септембру 1914. када је око 50% целокупне аустријске војске убијено, рањено или заробљено. Начин на који је Аустро-Угарска почела да функционише све више и више као сателитска држава Немачке довела је до повећања чешке подршке за независност током рата, јер је постало јасно да ако Централне силе победе неће бити као ни могућности за словенске народе у Аустрији. Царство је икада постало једнако етничким Немцима и Мађарима те Словени никад неће бити једнаки са њима. У марту 1915. Крамарж је заједно са чешким политичарима један од оснивача подземне групе која се зове Мафије посвећена одвајању Чешке од аустријске империје. Мафије је била у контакту са руском војном обавештајном службом и користила је тајне кодове да проследи поруке Петрограду. 3. априла 1915. Крамарж је сазнао да се читава 28. пешадијска пуковнија царске аустријске и краљевске мађарске војске, која је регрутована из радничких округа у Прагу, масовно предала Русима у Галицији. Крамарж је послао поруку Русима тражећи да се независност Чешке прогласи једним од ратних циљева савезника.
Крамарж је 3. маја 1915. године рекао аграрном замјенику Јосефу Дуричу који је требало да отпутује у иностранство, да тражи савезничку подршку за независност због "великог словенског царства" под Романовима у којем ће Чешка бити аутономно краљевство. Током Првог светског рата аустријске власти су оптужиле Крамаржа за издају, судили су му и на крају осудили на 15 година тешког рада. Крамарж је ухапшен и оптужен за велеиздају 21. маја 1915. Међутим, његово затварање је довело до покретања чешког националистичког става против аустријске државе. Крамарж је био у затвору који га је удаљио за већи део Првог светског рата и дозволио његовом супарнику Масарику који је у то време био у Лондону, да постане јавно лице чешког покрета за независност. Крамарж је 3. јуна 1916. осуђен за издају и осуђен на смрт. У марту 1917. године, док је чекао смртну казну у затвору, Крамарж је чуо за фебруарску револуцију у Русији, која је означила крај његовог сна да ће Романов након рата седити на трону обновљеног краљевства.
Нови аустријски цар Карл I од Аустрије помиловао је Крамаржа као део опште политичке амнестије 1917. године .
13. јула 1918. Крамарж је основао Чехословачки национални одбор у Прагу, у којем су све чешке политичке странке биле заступљене да раде за независност од Аустрије. Дана 28. октобра 1918. године, он је дао Националном одбору да прогласи у Прагу проглашење "Независне чехословачке државе" и да су се сада завршили дуги векови владавине Хабзбург над Чесима. Првих два дана било је противљење аустријских власти које су прогласиле ванредно стање и наредиле хапшење лидера Националног одбора, али неспремност трупа прашког гарнизона, који се углавном састојао од етничких Мађара и Румуна из Трансилваније су обезбедили мирни тријумф Чеха. Војници нису имали много жеље да се боре за урушавање аустријске империје а многи војници из Трансилваније дозволили су им да буду замотани у нову чехословачку заставу док су се братимили са људима у Прагу.

## Независност
Дана 31. октобра, Крамарж, који је отишао у Женеву да се састане са Бенешом, који је представљао Национални савет са седиштем у Паризу и закључили су да ће нова чехословачка држава бити парламентарна република са Масариком као председником, Крамарж као премијером и Бенешом као министром иностраних послова. Крамарж је био импресиониран Бенешовим вештинама као дипломата, извештавајући у Прагу: "Да сте видели нашег доктора Бенеша и његовим овладавањем глобалним питањима ... скинули бисте шешир и рекли да је то заиста дивно!"  Масарик, био је у Сједињеним Државама лобирајући за америчку подршку Чехословачкој када је именован за председника. Крамарж као премијер у Прагу био је углавном човек који је управљао Чехословачком у првим месецима .
Масарик и Крамарж су једва говорили до 1914. Крамарж, као најистакнутији политичар у Чехословачкој, проглашен је првим премијером земље (14. новембар 1918. - 8. јул 1919) на велико незадовољство Масарика.
У јануару 1919. почео је пољско-чехословачки рат између Пољске и Чехословачке. Тешхенска регија која је имала пољску већину и чешку мањину била је веома богата угљем. Међутим, главни разлог због којег је Крамарж дао Пољацима ултиматум који захтева њихово повлачење из Тешхена, био је да ојача чехословачку тврдњу о Судетској земљи како би омогућила Тешхену да се придружи Пољској јер је имала пољску већину, што би створило преседан за судетску земљу која говори немачки језик. Као и други чешки политичари, Крамарж је инсистирао на недељивост бивших аустријских круница Бохемије, Моравије и Шлезије тврдећи да је све оно што је некада било део "чешких земаља" аустријског царства да је сада део Чехословачке.
У првим месецима Чехословачке, плате у градовима су реално пале за 60% у односу на инфлацију и 350.000 радника, што чини 8% становништва, је било незапослено. Инфлација је била велики проблем у првим месецима нове републике. У априлу 1919. уведена је чехословачка круна као нова валута.
У оквиру нове државе, око 150 породица поседовало је десетину укупне површине, док је половина чешких пољопривредника поседовала само пола хектара а две трећине словачких сељачких породица су биле без земље. У априлу 1919. године, Крамарж је издао закон о земљишној реформи где је ограничио количину земљишта које сваки пољопривредник може поседовати на 150 хектара, чиме је разбио све велике поседе у власништву углавном немачког говорног и мађарског племства. Земља је прерасподељена малим пољопривредницима и земљорадницима без земље. Председник Масарик назвао је акт о земљишној реформи "највећем чину нове републике", јер је стварио класу малих пољопривредника који су поседовали земљиште које су радили и допринели политичкој стабилности Чехословачке 1920-их. У нападу на моћ аристократије, коју је Крамарж сматрао "страном" зато што обично говоре немачки или мађарски, у новој републици су укинуте све племићке титуле. У покушају да се одбрани жалба левице, још један закон је одредио 8 сати као максимум који се може радити на један дан, чиме се даје један од кључних захтева синдикалног покрета. У мају 1919. године, анархиста, Алојис Штастниј, покушао је да убије Крамаржа.
Након што је независност добијена, Крамаржева Национална Демократска Партија, чији су присталице били углавном људи из конзервативне и средње класе, изгубила је велики део свог гласачког тела. Крамарж, снажан русофил који је био ожењен за Рускињу, представљао је Чехословачку на Париској мировној конференцији 1919. године, али је поднео оставку због неуспеха министра спољних послова Бенеша да подржи антикомунистичке снаге у Русији.
Крамарж је хтео да задржи чехословачке легије које су се бориле у руском грађанском рату док се Русија није ослободила од бољшевика, тврдећи да би чехословачка легија требало да иде ка Москви а не у Владивосток. Он је и даље веровао да ће, након што је цела Русија дошла под владавину адмирала Александра Колчака, бити створена "словенска федерација" која ће ујединити Русију, Пољску и Чехословачку заједно. И Масарик и његов штићеник Бенеш видели су Крамаржа као главну опасност за чехословачку демократију, сматрајући га "исхитреним" чешким шовинистом који се противио њиховим плановима за Чехословачку као мултикултуралну и мултиетничку државу. Масарик и Бенеш су сумњали у Крамаржеву посвећеност "западним вредностима" као што су демократија, просветљење, рационалност и толеранција, видећи га само као романтичног пан-слависта који је гледао према истоку, а не према западу за идејама. Крамарж је са своје стране замерио начин на који је Масарик отворено неговао Бенеша као свог наследника, истичући да је Масарик у устав ставио чланке у којима се наводи да је старосна граница за сенаторе 45 година али је старосна граница за председника била 35, што је Бенешу погодовало за место председника. Оптужба за чешки шовинизам против Крамаржа имала је суштину док је отворено проглашавао своје уверење да би Чеси требало да буду доминантни људи у Чехословачкој и осудио је Масарика и Бенеша због њиховог веровања да судетски Немци треба да буду равноправни са Чесима. Јасно је изразио своје противљење немачком језику као једном од службених језика Чехословачке .
После првих општих избора у Чехословачкој, Крамаржева странка, сада Национална демократска странка, постала је мањи играч у разним међуратним владиним партијама нове државе. Касније, Крамарж је радио заједно са Јиријем Стрибрниј и Франтишеком Мареш у Националној унији. Као део напора да се маргинализује Крамарж, Масарик и Бенеш су почели да промовишу историјску нарацију која је приказивала "отпор у иностранству" у Првом светском рату као "истинит" фактор и да су они једини оснивачи Републике, док су "домаћи отпори" били омаловажавани као сарадници Хабсбуршке куће. У ономе што је постало познато као легенда Бој ("битка легендарних твораца"), током 1920-их Крамарж и његови савезници борили су се против Масарика и Бенеша у рату речи у штампи о томе ко су "прави" оснивачи Чехословачке.
Легенда о Боју почела је 1922. године када је Крамарж објавио своју књигу Пет предавања о спољним пословима. Непријатељске критике о књизи Пет предавања о спољним пословима објављене су у новинама Час под иницијалима В. С., али је Крамарж убрзо схватио да је аутор Масарик. Накнадно је објављен низ чланака, у којима је Масарик оптужио "домаћи отпор" да није ништа приметио током рата те је оптужио Крамара за још увек одан Хабсбуршком дому крајем 1919. године, узимајући у обзир контекст којим је Крамаржеву напомену на мировној конференцији у Паризу да је он још увек имао срце монархиста. Масарик је даље тврдио да је рад "домаћег отпора" у проглашењу независности Чехословачке 28. октобра 1918. био неефикасан и имплицирао је да је Крамарж заправо радио са аустријским политичарима за очување аустријске владавине над чешким земљама. Пишући у 2009. години амерички историчарка, Андреја Орзоф је написала да је Крамарж изгубио поверење народа и то се може видети и данас — већина Чеха још увек поштује Масарика као "председника-ослободиоца", а у мањој мери има сећања на Бенеша док је Крамарж у великој мери заборављен у сећању.
Током свог боравка у Народној скупштини (1918—1937), Крамарж је радио у Комитету за спољне послове и одржао бројне говоре о спољној политици. Крамарж је развио систем поделе земаља у популарне и непопуларне нације. Земље као што су Велика Британија, Француска и Руско царство биле су у популарној категорији. С друге стране, Немачка, Совјетски Савез и Мађарска биле су у непопуларној категориј и.

## Погледи на бољшевизам и Совјетски Савез
Крамарж је видео бољшевизам као опасну немачку креацију и веровао је да ће бољшевици остати лојални Немачкој. Он је такође доследно одбацио идеју централизоване производње и утопијске визије бескласног друштва. Ипак, Крамарж је сумњао у дугорочну одрживост бољшевизма, за који је сматрао да је непопуларан и одржаван само кроз терор. Он се искрено надао да ће се Совјетски Савез распасти за живота.